# Tanimowo Ogunlesi
Tanimowo Ogunlesi, née en 1908 à Iperu et morte en 2002 à Ibadan, est une militante féministe nigériane et la dirigeante de la Women's Improvement League.

## Féminisme
Elle est cofondatrice du National Council of Women's Societies (en), l'organisation pour les droits des femmes la plus connue du Nigéria. Elle en devient présidente en 1959.
Elle s'occupe en particulier des questions de droit de vote des femmes et de leur accès à l'éducation, sans remettre en cause l'organisation patriarcale de la société nigériane. Dans les années 1950, elle fait partie d'un mouvement qui vise à enseigner les arts ménagers aux jeunes femmes, et ouvre une école à son domicile dans ce but.
En 1954, avec Margaret Ekpo, elle est l'une des deux femmes siégeant parmi les 90 délégués participant à la conférence constitutionnelle de Londres, organisée afin de préparer le futur du Nigeria (colonie britannique jusqu'en 1960).